# Jaime Glottmann
Jaime Glottmann (geb. 1937 oder 1938 in Bogotá) ist ein kolumbianischer Unternehmer und ehemaliger Geschäftsführer des Unternehmens J. Glottmann S.A. sowie der angeschlossenen Fabrik ICASA (Industria Colombiana de Artefactos S.A.). Unter seiner Führung wurde die Unternehmensgruppe zu einem der größten Einzelhändler für Haushaltsgeräte in Kolumbien. Anfang der 1990er Jahre geriet sie in eine schwere Krise und meldete Insolvenz an. Darüber hinaus war Glottmann ein bedeutender Förderer der klassischen Musik in Kolumbien.

## Leben

### Unternehmensaufstieg
Das Familienunternehmen J. Glottmann S.A. wurde 1932 von Jack Glottmann, einem rumänischen Einwanderer, gegründet. Jack Glottmann war vor den Judenverfolgungen in Rumänien zunächst nach Peru geflohen und ging dann nach Kolumbien, um dort Stoffe, Radios und die damals neuartigen Plattenspieler zu verkaufen. Das Unternehmen spezialisierte sich zunächst auf den Import von Haushaltsgeräten. Als in den 1950er Jahren Importbeschränkungen in Kolumbien verhängt wurden, gründete die Familie zusätzlich die Firma ICASA, die Haushaltsgeräte lokal herstellte.
Nach dem Tod des Unternehmensgründers im Jahr 1959 übernahmen Jaime Glottmann und sein Bruder Saúl die Leitung. Jaime war für das Einzelhandelsgeschäft verantwortlich, Saúl für die Produktion. Die Firma wuchs auf rund 90 Filialen mit über 4.500 Mitarbeitenden. In den 1970er Jahren begann das Unternehmen mit Exporten nach Mittelamerika, in die Karibik und nach Asien.
Für seine unternehmerischen Leistungen wurde Jaime Glottmann mit der Auszeichnung Comerciante Emérito sowie der Medalla del Mérito Industrial geehrt.

### Kulturelles Engagement
Neben seiner unternehmerischen Tätigkeit war Jaime Glottmann auch als bedeutender Förderer der klassischen Musik in Kolumbien bekannt. Er war Initiator und Finanzier der Conciertos Glottman, einer angesehenen Konzertreihe in Bogotá mit nationalen und internationalen Musikern.
Glottmann war zudem langjähriger Präsident der Fundación Filarmónica, einer gemeinnützigen Stiftung zur Förderung sinfonischer Musik in Kolumbien. Unter seiner Leitung entwickelte sich die Stiftung zu einem wichtigen kulturellen Träger des Landes. Aus ihrer Arbeit ging schließlich das Orquesta Filarmónica de Bogotá hervor, das heute zu den renommiertesten Orchestern Südamerikas zählt.
Durch sein Engagement trug Glottmann wesentlich zur Professionalisierung der musikalischen Infrastruktur Kolumbiens bei. Sein Mäzenatentum galt als beispielhaft für die Verbindung von unternehmerischem Erfolg und gesellschaftlicher Verantwortung.

### Wirtschaftskrise und Insolvenz
Ab den 1980er Jahren finanzierte das Unternehmen sein Wachstum zunehmend durch Kredite, was zu einer kritischen Verschuldung führte. Wirtschaftliche Schwierigkeiten in den Exportmärkten, insbesondere in Venezuela, sowie die Abwertung des kolumbianischen Peso im Jahr 1985 belasteten das Unternehmen zusätzlich.
Nach dem Zusammenbruch verließ Jaime Glottmann im August 1991 Kolumbien mit zunächst unbekanntem Ziel. Einen Tag nach seiner Abreise meldeten sowohl J. Glottmann S.A. als auch ICASA Zwangsvergleich an; die Schulden beliefen sich auf rund 32 Milliarden kolumbianische Pesos. Später ließ Glottmann sich in Israel nieder. In späteren Aussagen räumte er ein, die Risiken der Expansion unterschätzt zu haben. 1997 wurde er in Abwesenheit zu 12 Jahren Gefängnis verurteilt; Israel lehnte es jedoch ab, Glottmann auszuliefern.

### Israel
Glottman ließ sich mit seinen vier Kindern in Raʿanana nieder, wo er Spanisch und Englisch unterrichtete. Er veröffentlichte 2016 im Selbstverlag ein autobiografisches Buch mit dem Titel Ups and Downs and All That Stuff, in welchem er selbstkritisch seine unternehmerischen Erfahrungen reflektierte.